# WNBA Draft 2014
Der WNBA Draft 2014 war die 18. Talentziehung der Women’s National Basketball Association und fand am 14. April 2014 in der Mohegan Sun Arena in Uncasville im US-Bundesstaat Connecticut statt. Die erste Runde des Draft wurde landesweit auf ESPN2 ausgestrahlt. Die zweite und dritte Runde waren auf ESPNU zu sehen.
Insgesamt wurden in drei Runden 36 Spielerinnen von den WNBA-Franchises ausgewählt. Mit dem First Overall Draft-Pick wählten die Connecticut Sun die nigerianisch-US-amerikanische Spielerin Chiney Ogwumike aus. An zweiter Stelle wurde Odyssey Sims von den Tulsa Shock und an dritter Stelle Kayla McBride von den San Antonio Stars ausgewählt.

## Draft-Reihenfolge
Die Draft-Reihenfolge wurde am 10. Dezember 2013 durch die Draft-Lotterie bestimmt. In folgender Reihenfolge durften die Teams die Spielerinnen auswählen:
1. Connecticut Sun
2. Tulsa Shock
3. San Antonio Stars
4. New York Liberty
5. Indiana Fever
6. Washington Mystics
7. Seattle Storm
8. Atlanta Dream
9. Phoenix Mercury
10. Chicago Sky
11. Los Angeles Sparks
12. Minnesota Lynx

## WNBA Draft

### Runde 1
| Pick | Spieler           | Nationalität       | WNBA-Mannschaft    | College / Profi-Team            |
| ---- | ----------------- | ------------------ | ------------------ | ------------------------------- |
| 1    | Chiney Ogwumike   | /                  | Connecticut Sun    | Stanford University             |
| 2    | Odyssey Sims      | Vereinigte Staaten | Tulsa Shock        | Baylor University               |
| 3    | Kayla McBride     | Vereinigte Staaten | San Antonio Stars  | University of Notre Dame        |
| 4    | Alyssa Thomas     | Vereinigte Staaten | New York Liberty   | University of Maryland          |
| 5    | Natasha Howard    | Vereinigte Staaten | Indiana Fever      | Florida State University        |
| 6    | Stefanie Dolson   | Vereinigte Staaten | Washington Mystics | University of Connecticut       |
| 7    | Bria Hartley      | Vereinigte Staaten | Seattle Storm      | University of Connecticut       |
| 8    | Shoni Schimmel    | Vereinigte Staaten | Atlanta Dream      | University of Louisville        |
| 9    | Natalie Achonwa   | Kanada             | Indiana Fever      | University of Notre Dame        |
| 10   | Markeisha Gatling | Vereinigte Staaten | Chicago Sky        | North Carolina State University |
| 11   | Chelsea Gray      | Vereinigte Staaten | Connecticut Sun    | Duke University                 |
| 12   | Tricia Liston     | Vereinigte Staaten | Minnesota Lynx     | Duke University                 |

### Runde 2
| Pick | Spielerin        | Nationalität       | WNBA-Mannschaft    | College / Profi-Team               |
| ---- | ---------------- | ------------------ | ------------------ | ---------------------------------- |
| 13   | Jordan Hooper    | Vereinigte Staaten | Tulsa Shock        | University of Nebraska-Lincoln     |
| 14   | Tyaunna Marshall | Vereinigte Staaten | New York Liberty   | Georgia Institute of Technology    |
| 15   | Asya Bussie      | Vereinigte Staaten | Minnesota Lynx     | West Virginia University           |
| 16   | Astou Ndour      | Spanien            | San Antonio Stars  | CB Islas Canarias                  |
| 17   | Tiffany Bias     | Vereinigte Staaten | Phoenix Mercury    | Oklahoma State University          |
| 18   | Inga Orekhova    | Ukraine            | Atlanta Dream      | University of South Florida        |
| 19   | Michelle Plouffe | Kanada             | Seattle Storm      | University of Utah                 |
| 20   | Cassie Harberts  | Vereinigte Staaten | Atlanta Dream      | University of Southern California  |
| 21   | Maggie Lucas     | Vereinigte Staaten | Phoenix Mercury    | Pennsylvania State University      |
| 22   | Gennifer Brandon | Vereinigte Staaten | Chicago Sky        | University of California, Berkeley |
| 23   | Jennifer Hamson  | Vereinigte Staaten | Los Angeles Sparks | Brigham Young University           |
| 24   | Christina Foggie | Vereinigte Staaten | Minnesota Lynx     | Vanderbilt University              |

### Runde 3
| Pick | Spielerin          | Nationalität       | WNBA-Mannschaft    | College / Profi-Team               |
| ---- | ------------------ | ------------------ | ------------------ | ---------------------------------- |
| 25   | DeNesha Stallworth | Vereinigte Staaten | Connecticut Sun    | University of Kentucky             |
| 26   | Meighan Simmons    | Vereinigte Staaten | New York Liberty   | University of Tennessee            |
| 27   | Theresa Plaisance  | Vereinigte Staaten | Tulsa Shock        | Louisiana State University         |
| 28   | Bri Kulas          | Vereinigte Staaten | San Antonio Stars  | University of Missouri             |
| 29   | Haiden Palmer      | Vereinigte Staaten | Indiana Fever      | Gonzaga University                 |
| 30   | Carley Mijović     | Australien         | Washington Mystics | Canberra Capitals                  |
| 31   | Mikaela Ruef       | Vereinigte Staaten | Seattle Storm      | Stanford University                |
| 32   | Kody Burke         | Vereinigte Staaten | Washington Mystics | North Carolina State University    |
| 33   | Stephanie Talbot   | Australien         | Phoenix Mercury    | Adelaide Lightning                 |
| 34   | Jamierra Faulkner  | Vereinigte Staaten | Chicago Sky        | University of Southern Mississippi |
| 35   | Antonita Slaughter | Vereinigte Staaten | Los Angeles Sparks | University of Louisville           |
| 36   | Asia Taylor        | Vereinigte Staaten | Minnesota Lynx     | University of Louisville           |